# Balsbergsgrottan
Balsbergsgrottan som är belägen väster om Råbelövssjön vid Kristianstad är en sedan gammalt bekant grottbildning inom den till kritsystemet hörande gruskalken vid Balsberget. 
Linné, som uppger att grottan även benämns Fläskegraven, berättar i sin "Skånska resa", att sedan man väl lyckats krypa in genom den trånga mynningen, "sågos hvalf och öpningar inom hvarandra till en oändelig vidd och längd under de höga bärgen och fälten, som lågo ofvanpå". En löjtnant Wasser upptog senare en karta över grottan med profiler, vilka var publicerade i vetenskapsakademiens "Handlingar" för året 1752. Gerard Jakob De Geer antog senare att den nu tillgängliga delen inte är densamma, som beskrivs av Linné och Wasser. Rörande dess nuvarande beskaffenhet berättar De Geer, att den består av två "salar", förbundna genom en på djupare nivå befintlig, ofta av vatten avstängd gång. Den inre, sällan tillgängliga salen är ungefär 20 meter lång, den yttres längd är 40 meter och höjden i mitten är 5 meter. En rak gång längs en spricka från denna, vilken kan följas åtminstone 20 meter står antagligen i samband med ännu ett rum som är otillgängligt. De Geer anser, att grottan bildats sålunda, att källådror längs sprickor och skiktfogar i kalkstenen urfräst kanaler, som genom ras ur taket efter hand vidgats. Senare har grottan blivit något förstorad genom kalkbrytning ur taket på yttre grottsalen, vilken dock för länge sedan upphört. Grottan är bekant även genom de många kritfossil, som hittades där.
Enligt den lokala vandringssägnen lär grottan via smala passager vara sammanknuten med andra grottor i trakten och man kan till och med höra berättelser om att barn ålat nära nog en mil i de smala gångarna för att komma i dagen först i Kristianstad. 
Grottan är normalt låst med järngaller, eftersom den är härbärge åt fladdermöss, men under sommarhalvåret går det att låna nyckel vid Råbelövs godskontor.